# Afonso de Noronha, Capitão de Ceuta e de Tânger
Afonso de Noronha (c. 1550 - depois de 1627, Madrid) foi Capitão de Ceuta e de Tânger, Governador do Algarve, e nomeado Vice-rei da Índia.

## Genealogia
D. Afonso era filho de Miguel de Noronha e de D. Joana de Vilhena, e neto de D. Afonso de Noronha, 5.º vice-rei da Índia. Era irmão de D. Fernando de Noronha, 3.º Conde de Linhares que, sem descendentes diretos, recebeu licença régia para transmitir seu título e senhorios ao seu sobrinho, filho de D. Afonso, D. Miguel de Noronha.
Foi «Commendador das Commendas de S. João da Castanheira, S. Nicolao de Cabeceiras de Basto, Santa Maria de Belmonte, S. Salvador de Peña-Mayor, e das Olalhas na Ordem de Christo, e depois de ter servido varios postos nas Armadas foy Capitão môr das naos da India no anno de 1597, a qual viagem fez com felicidade, e voltando ao Reyno no de 1599 occupou o posto de general da Armada (Armada da Costa, ou Armada real de Portugal) na occasião, que se entendeo, que a Armada de Hollanda, e Zellanda vinha a este Reyno».

## Capitão de Ceuta e Capitão de Tânger
D. Afonso foi nomeado Capitão de Ceuta em 1602, que governou três anos, até 1605.
Em Março de 1610, sucedeu a Nuno de Mendonça no governo da praça de Tânger. «Achou os Mouros muy embaraçados, e divididos em parcialidade».

### Larache
Em guerra contra seus irmãos, o sultão Mulei Xeque Almamune, filho do rei de Marrocos Amade Almançor, pediu ajuda a Filipe II, cedendo-lhe em contrapartida a cidade de Larache. Depois de várias tentativas, já no governo de Nuno de Mendonça têve isso efeito em  20 de Novembro de 1610.
Diz a esse propósito D. Caetano de Sousa :«Na expedição de Larache quando se tomou, se deveo muito à sua industria [de D. Afonso], e trabalho, fazendo grandes despesas com as tropasespanholas, que teve em Tânger para aquela facção ; aos filhos de Muley Rey de Fez tratou com grandeza mostrando em tudo a do seu animo valeroso.»
Essa cedencia de Larache ocasionou uma crise aínda maior no país. Mas depois da  morte de Mulei Xeque Almamune, em Agosto de 1613, o país ficou mais socegado e o rei D. Filipe pensou que as praças marroquinas não necessitavam tanta guarnição. «Mandou ElRey António Pereira Lopes de Berredo a visitar as Praças de Africa da Coroa de Portugal com ordem, e authoridade para reformar as despezas superfluas (...). Chegou a Tangere, comunicou ao General as ordens, e o intento que trazia de diminuir o presidio, cortar a Cidade da porta do Campo, à porta do Mar, para que se pudesse com menos gente defender. Opozselhe o general com a efficacia que devia, mostrando-lhe como esta Cidade se conservava sempre com grande reputação, que se os reys de Portugal sendo menores o não fizerão, encontrava muito o credito de hum tão grande Monarca semelhante resolução, que de Portugal sahião as despezas, e para ellas não havia repugnancia no Reyno. Mas como Antonio Pereira não disestia, começarão a haver entre huns e outros differenças, o Poco andava alterado (...). Escreveo o General a ElRey, e aos Ministros sobre esta matéria (...). Em contrario escrevia o reformador (...).
«Ouvindo ElRey humas, e outras razoens, e mandando-as consultar com as pessoas de mayor prudencia, e noticias, em particular com D. Francisco de Almeida, que tinha governado Tangere com tanta satisfação, conformando-se com seu parecer, resolveo, que se não alterasse o estado das cousas.»
Em todo o tempo que governou D. Afonso de Noronha Tânger, «servio de adail Jorge de Mendonça Pessanha ; a cidade foy bem provida, em particular das cousas da Berberia, que os Mouros vendião em abundancia, como em terra propria (...). Com ele servio D. Miguel de Noronha seu filho mais velho, que foy depois Conde de Linhares, e governou esta Cidade (...) ; e D. Affonso residio nella até Junho do anno de 1614.» Sucedendo-lhe D. Luis de Meneses, conde de Tarouca.
«E sendo [ D. Afonso ] occupado nos Governos das praças de Tangere, e Ceuta perto de dez annos, em todo o seu tempo   não teve infelicidade alguma»

## Vice-Rei da Índia
Foi nomeado Vice-Rei da Índia no ano de 1621 para onde partio em 29 de Abril, mas não chegou a governar por arribar com a Armada a Lisboa.

## Governador do Algarve e Soldado na Recuperação da Bahia
Encontramos a menção de D. Afonso como Governador do Algarve em Manuel de Meneses : Relação da Restauração da Bahia em o anno de 1625 apesar de não se encontrar seu nome nas listas que se dão geralmente desses governadores : Diz D. Manuel de Meneses que quando se soube da tomada de S. Salvador da Bahia pelos hollandeses, em  26 de Julho de 1624, em Portugal, «e no último do mesmo à meia noite a Madrid»,  Filipe III de Portugal tomou a resolução de recuperar a cidade, e «a D. Manuel de Meneses fez mercê por carta de 9 de Agosto de o eleger para levar a seu cargo a (armada) de Portugal. Logo a fidalguia de Portugal, uns em ajudando com sua fortuna, outros com seus serviços, manifestaram seu entusiasmo numa tal empresa (...) :
«Não se pode negar que foi o primeiro D. Afonso de Noronha que tendo ocupado os postos de Portugal começando por soldado na vinda dos ingleses sendo já casado, por  soldado na armada de Fernão Telles, por capitão almirante da armada da India, capitão geral de Septa, de Tangere, da armada real de Portugal, governador do Algarve, eleito viso rei da India aonde navegava e achando-se naquela ocasião com só um filho D. Miguel de Noronha conde de Linhares, capitão geral de Tangere casado com filha herdada de D. Pedro de Meneses e com filhos : e sendo de idade, posto que não tanto, como parece, mostram os cargos que servio, saindo do conselho d'Estado, de que hé ministro antigo, quando chegou a carta de El-Rei de ...... de Agosto entrou na casa do consulado, e recebendo pequeno soldo se alistou por soldado para a empresa, exemplo não necessario para a disposição de animo com que estavam os mais senhores e fidalgos, mas eficás para os abrasar quando frios e esquecidos estivessem.»
As armadas de Portugal e de Espanha partiram para a Bahia e quando lá chegaram «Advirtiu D. Afonso de Noronha seria acertada pelas consequencias se fizesse saber na cidade que a culpa se remetia e se dava livres sayda a todos de qualquer nação que não fosse Olandeza que quisesse sayr da cidade.»
Ao cabo de poucos dias recuperaram a cidade brasileira, e D. Afonso mostrou-se generoso : diz Manuel Severim de Faria : «Entre as pessoas que cobraram liberdade, foi Dom Francisco Sarmento, Governador que tinha sido de Potosi, que com uma nau sua, carregada de prata, foi cativo ao entrar na barra, sem saber que estava pelos Holandeses. Trazia este fidalgo sua mulher e filhas, e posto que as Barras de sua prata, que os Holandeses lhe tinham tomadas, importavam muitos mil cruzados, ficou ele sem coisa alguma, e em tal estado, que pediu ajuda e esmola para se vir a Espanha, de que, compadecendo-se Dom Afonso de Noronha, com ânimo generoso, vendeu a Baixela, e lhe deu 500 cruzados, ficando em estado que os outros fidalgos o socorreram até Portugal.».
Na volta para Portugal, ainda com a armada foi ao socorro de Cádis cercada pelos ingleses, chegando quando os inimigos já se retiravam.
Em 1626 ou 1627 foi chamado pelo rei de Espanha e Portugal para uma junta em Madrid, creada havia pouco, e destinada a "prover nas coisas da Índia e companhia Mercantil".
Morreu em Madrid em data incerta.

## Descêndencia
D. Afonso casou com  Dona Arcangela Maria de Portugal, filha de Dom Pedro de Noronha, 7.° Senhor de Vila Verde, e de Dona Catarina de Ataíde.
Têve :
- D. Joana de Noronha (c. 1580), que casou com Luis Carrillo de Toledo, 1.° marqués de Caracena
- Miguel de Noronha, 4.º Conde de Linhares, 44.º Governador da Índia e 23.º Vice-rei da Índia